# Copa América Femenina de Futsal 2015
La Copa América de Futsal Femenina 2015 se llevó a cabo del 15 de diciembre al 20 de diciembre de 2015, en el gimnasio cubierto "Sergio Matto" de la ciudad de Canelones, Uruguay. En esta edición, Colombia se corona campeón por primera vez en su historia luego de derrotar a la anfitriona Uruguay.
Hasta el momento está es la primera edición en la cual la selección de Brasil no participa y también es el único certamen en la cual un equipo diferente al de Brasil se corona campeón.

## Equipos participantes
Seis selecciones de futsal miembros de la CONMEBOL participaron en este torneo.
| Equipos participantes | Equipos participantes | Equipos participantes |
| --------------------- | --------------------- | --------------------- |
| Uruguay               | Chile                 | Paraguay              |
| Argentina             | Colombia              | Perú                  |

## Primera ronda

### Grupo A
| Equipo   | Pts | PJ | PG | PE | PP | GF | GC | Dif |
| -------- | --- | -- | -- | -- | -- | -- | -- | --- |
| Colombia | 9   | 3  | 3  | 0  | 0  | 22 | 4  | +18 |
| Uruguay  | 6   | 3  | 2  | 0  | 1  | 4  | 8  | -4  |
| Perú     | 0   | 3  | 0  | 0  | 3  | 3  | 19 | -16 |

| 15 de diciembre de 2015 | Colombia                                                                                               | 12:2 | Perú              | Sergio Matto, Canelones |  |
| 19:30                   | Oriana Velásquez · Ángela Clavijo · Catalina Usme · Naila Imbachi · Juanita Alonso · Andrea Martínez · |      | Anotado · Anotado |                         |  |

| 16 de diciembre de 2015 | Uruguay                                 | 2:1 | Perú               | Sergio Matto, Canelones |  |
| 19:30                   | Maura Scaletti 1' · Mariana Crocano 24' |     | Astrid Ramírez 15' |                         |  |

| 17 de diciembre de 2015 | Uruguay | 0:6 | Colombia                                                                     | Sergio Matto, Canelones |  |
| 19:30                   |         |     | Diana Vélez · Angélica Clavijo · María Usame · Lorena Bedoya · Naila Imbachi |                         |  |

### Grupo B
| Equipo    | Pts | PJ | PG | PE | PP | GF | GC | Dif |
| --------- | --- | -- | -- | -- | -- | -- | -- | --- |
| Argentina | 9   | 3  | 3  | 0  | 0  | 13 | 2  | +11 |
| Chile     | 3   | 3  | 1  | 0  | 2  | 6  | 9  | -3  |
| Paraguay  | 0   | 3  | 0  | 0  | 3  | 6  | 12 | -6  |

| 15 de diciembre de 2015 | Argentina                                                                      | 4:1 | Chile             | Sergio Matto, Canelones |  |
| 21:00                   | Sol Domínguez 15' · Clarisa Huber 20' · Caterina Tater 24' · Gimena Blanco 25' |     | Yesenia López 34' |                         |  |

| 16 de diciembre de 2015 | Chile | 4:3 | Paraguay | Sergio Matto, Canelones |  |
| 21:15                   |       |     |          |                         |  |

| 17 de diciembre de 2015 | Argentina                                           | 4:1 | Paraguay       | Sergio Matto, Canelones |  |
| 21:15                   | Becha 5' · Carmen Brusca 9' · Eliana Medina 13' 33' |     | Pao Britez 16' |                         |  |

#### Ronda Interzonal
Se sumará estos partidos a la tabla general de cada grupo.
| 18 de diciembre de 2015 | Argentina             | 5:0 | Perú | Sergio Matto, Canelones |  |
| 15:30                   | Becha · Débora Molina |     |      |                         |  |

| 18 de diciembre de 2015 | Colombia | 4:2 | Paraguay | Sergio Matto, Canelones |  |
| 17:30                   |          |     |          |                         |  |

| 18 de diciembre de 2015 | Uruguay | 2:1 | Chile | Sergio Matto, Canelones |  |
| 19:30                   |         |     |       |                         |  |

## Fase final

### Fase de eliminatorias
|  | Semifinales     | Semifinales |                       |   | Final | Final |
|  |                 |             |                       |   |       |       |
|  | 19 de diciembre |             |                       |   |       |       |
|  |                 |             |                       |   |       |       |
|  | Colombia        | 4           |                       |   |       |       |
|  | Colombia        | 4           | 20 de diciembre       |   |       |       |
|  | Chile           | 2           |                       |   |       |       |
|  | Chile           | 2           | Colombia              | 4 |       |       |
|  | 18 de diciembre |             | Colombia              | 4 |       |       |
|  |                 | Uruguay     | 2                     |   |       |       |
|  | Argentina       | Uruguay     | 2                     | 0 |       |       |
|  | Argentina       |             |                       | 0 |       |       |
|  | Uruguay         | 4           |                       |   |       |       |
|  | Uruguay         | 4           | Tercer Lugar play-off |   |       |       |
|  |                 |             |                       |   |       |       |
|  | 20 de diciembre |             |                       |   |       |       |
|  |                 |             |                       |   |       |       |
|  | Chile           | 5           |                       |   |       |       |
|  | Chile           | 5           |                       |   |       |       |
|  | Argentina       | 3           |                       |   |       |       |

| \| \| Quinto puesto play-off \| \| \| \| \| \| \| \| 19 de diciembre \| \| \| \| \| \| \| \| Paraguay (p.) \| 0 (2) \| \| \| Paraguay (p.) \| 0 (2) \| \| \| Perú \| 0 (0) \| \| \| Perú \| 0 (0) \| |                        |       |
| | Quinto puesto play-off |       |
| |                        |       |
| | 19 de diciembre        |       |
| |                        |       |
| | Paraguay (p.)          | 0 (2) |
| | Paraguay (p.)          | 0 (2) |
| | Perú                   | 0 (0) |
| | Perú                   | 0 (0) |

### Quinto puesto
| 19 de diciembre de 2015 | Paraguay | 0:0 (t. s.)(2:0 p.) | Perú | Sergio Matto, Canelones |  |
| 17:15                   |          |                     |      |                         |  |

### Semifinales
| 19 de diciembre de 2015 | Colombia                                          | 4:2 | Chile             | Sergio Matto, Canelones |  |
| 19:15                   | Oriánica Velásquez · Corina Clavijo · Diana Vélez |     | Anotado · Anotado |                         |  |

| 19 de diciembre de 2015 | Uruguay                                          | 4:0 | Argentina | Sergio Matto, Canelones |  |
| 21:15                   | Maura Scaletti · Fátima Villar · Mariana Crocano |     |           |                         |  |

### Tercer lugar
| 20 de diciembre de 2015 | Chile                                                    | 5:3 | Argentina                     | Sergio Matto, Canelones |  |
|                         | Carla Guerrero 9' · Daniela Pardo · Karen Araya · Achole |     | Carmen Brusca · Débora Molina |                         |  |

### Final
| 20 de diciembre de 2015 | Uruguay                               | 2:4 (1:3) | Colombia                                                 | Sergio Matto, Canelones |  |
| 11:00                   | Mariana Crocano 13' · Faty Villar 39' | Reporte   | Velázquez 3' · Clavijo 7' · Usme 10' · Lorena Bedoya 36' |                         |  |

| Bandera de Colombia            |
| Campeón Colombia Primer título |

## Tabla general
| Pos. | Equipo    | Pts | J | G | E | P | GF | GC | Dif. | Rend. |
| ---- | --------- | --- | - | - | - | - | -- | -- | ---- | ----- |
| 1    | Colombia  | 15  | 5 | 5 | 0 | 0 | 30 | 8  | +22  | 100%  |
| 2    | Uruguay   | 9   | 5 | 3 | 0 | 2 | 10 | 12 | -2   | 60%   |
| 3    | Chile     | 6   | 5 | 2 | 0 | 3 | 13 | 16 | -3   | 40%   |
| 4    | Argentina | 9   | 5 | 3 | 0 | 2 | 16 | 11 | +5   | 60%   |
| 5    | Paraguay  | 1   | 4 | 0 | 1 | 3 | 6  | 12 | -6   | 8,33% |
| 6    | Perú      | 1   | 4 | 0 | 1 | 3 | 3  | 19 | -16  | 8,33% |